# Константин Дука (правитель Фессалии)
Константин Дука (греч. Κωνσταντίνος Δούκας, ум. 1303) — правитель Фессалии в 1289—1303 годах. Правил совместно со своим младшим братом Феодором Ангелом. Севастократор с 1295 года

## Происхождение
Константин был вторым сыном правителя Фессалии Иоанна I Дуки и его жены, которая известна под монашеским именем Гипомоны. У него было два брата: старший Михаил Комнин и младший Феодор Ангел. Он наследовал владения отца, так как старший брат Михаил находился в плену в Константинополе.

## Правитель Фессалии
С 1289 года Константин стал правителем Фессалии и центральной Греции. В управлении государством ему помогал младший брат Феодор Ангел, ставший соправителем Константина. Поскольку братья были не совершеннолетними, они первоначально находились под опекой Анны Кантакузиной — жены эпирского деспота Никифора I Комнина Дуки. Столицей государства, как и при Иоанне I, был город Неопатры.
Братья продолжили войну с Византией, которая началась при Иоанне I Дуке. В 1292 году Феодор был побежден в битве с византийским генералом Михаилом Тарханиотом. А в 1294 году братья захватили Византийский город Димитрию в заливе Волос.
В то же время осложнились отношения с Эпирским деспотатом. Деспот Никифор I Комнин Дука заключил союз с противником Византии латинским правителем из дома Анжу Филиппом I Тарентским. В 1295 году Филипп I стал претендовать на Фессалию. В этих условиях Константин и Феодор стали искать защиту у Византийской империи. Их мать Гипомона начала переговоры с императором, и в обмен на признание сюзеренитета Византии над Фессалией, Константин и Феодор получили титулы севастократоров в 1295 году.
Заручившись протекторатом Византии, братья начали военные действия против эпирского деспота и его союзниками из дома Анжу. В 1295 году фессалийцам удалось занять города Ангелокастрон, Ахелоос и Лепанто. Эти крепости Никифор I отдал в качестве приданого своей дочери Тамаре Ангелине Комнине, ставшей женой Филиппа I Тарентского. Однако уже в 1296 году большинство захваченных территорий вернулись под власть Эпирского деспота. В 1301 году Константин был вынужден уступить Ангелокастрон.
После этих событий о дальнейшем правлении Константина ничего не известно. Его брат Феодор умер около 1299 года. Сам Константин скончался в 1303 году.

## Семья
От брака с Анной Еуагиониссой у Константина был один сын:
- Иоанн II Дука, наследовавший престол Фессалии.